# K星異客 (電影)
《K星異客》（英語：K-PAX）是一部2001年的科幻推理片，改编自吉恩·布鲁尔（Gene Brewer）1995年同名小说。这部美德合拍片由伊恩·索夫特雷（Iain Softley）执导，凱文·史貝西、傑夫·布里吉、玛丽·麦科马克（Mary McCormack）和艾尔弗丽·伍达德主演。影片讲述了一名精神病患者，自称是来自K-PAX星球的外星人的故事。在治疗过程中，这名患者的生活观念最终对其他病人，尤其是他的精神科医生产生了启发性影响。

## 剧情
一名自称是来自距离地球1000光年、位于天琴座的“K-PAX”星球的外星人普洛特被送往曼哈顿精神病院。精神科医生马克·鲍威尔试图治疗他的妄想症。然而，普洛特（prot）对有关自己、K-PAX星球及其文明的提问给出了清晰且合逻辑的回答。他的医学检查结果也强化了他的说法：普洛特能看到紫外线，对氯丙嗪的作用完全免疫。鲍威尔医生将他介绍给一群天体物理学家，普洛特展示了对其所述恒星系统的详细知识，让专家们感到困惑，因为他们此前对此一无所知。
在精神病院里，普洛特也赢得了其他患者的信任，他们无条件地相信他确实来自K-PAX。普洛特声称透过“超光速旅行”来到地球，还解释说他回去时可以带一个人一起走。此后，许多病人请求普洛特带他们离开地球。
在得知许多患者期待7月27日离开地球后，鲍威尔医生与普洛特对质，普洛特解释说这是預先決定的日期。但鲍威尔认为这是普洛特生命中的一个重要日期，一个他遭受严重心理创伤的日子。鲍威尔决定对普洛特进行回溯催眠，这非常奏效。透过这些催眠疗法获得的信息，鲍威尔发现普洛特可能只是罗伯特·波特（Robert Porter）的另一个人格。波特是新墨西哥州的一名屠宰场工人，1996年因妻小被流浪汉谋杀而企图自杀。鲍威尔试图用这些信息与普洛特对峙，给他看罗伯特·波特高中毕业年鉴的照片，还声称普洛特就是波特本人；然而，普洛特表现出一副困惑的样子，含糊地告诉鲍威尔，既然他已经找到了他，那么他希望鲍威尔好好照顾罗伯特。
7月27日，就在医院工作人员注视时，监控摄像头恰好在普洛特声称他将离开地球的那个时间变成静电画面。鲍威尔发现波特躺在病房地板上，处于植物人状态，普洛特似乎已经离开波特的身体，以光速返回K-PAX。当罗伯特被推离房间时，其他病人不再认为他是普洛特，还表示普洛特已经离开。此外，一名病人失踪了：贝丝，一名在家中被大火烧毁后一直保持沉默的女性，也是那些请求随普洛特前往K-PAX的病人之一。她再也没有被找到。其他病人相信普洛特带她去了K-PAX。鲍威尔继续照顾植物人状态的波特，并告诉他，普洛特帮助过的病人已重新过上正常生活，但罗伯特没有回应。鲍威尔无法确定普洛特究竟是外星实体，还是波特创伤后的一种应对机制，但他似乎并不完全相信波特的行为只是妄想。
在最后的旁白中，普洛特向鲍威尔解释，K-PAX的人发现我们的宇宙将不断重复其中的事件，因此我们的错误将永远被重演。普洛特鼓励鲍威尔抓住眼下的机会，因为这是我们唯一的机会。鲍威尔受到启发，开始了新的人生，与他疏远的儿子迈克尔和解。

## 演员
- 凱文·史貝西 饰 普洛特/罗伯特·波特
- 傑夫·布里吉 饰 马克·鲍威尔医生
- 玛丽·麦科马克 饰 瑞秋·鲍威尔
- 艾尔弗丽·伍达德 饰 克劳迪娅·维拉尔斯博士
- 大衛·派屈克·凱利 饰 霍威
- 索尔·威廉姆斯（英语：Saul Williams） 饰 厄尼
- 彼得·格雷蒂（英语：Peter Gerety） 饰 萨尔
- 西莉亚·韦斯顿（英语：Celia Weston） 饰 多丽丝·阿彻
- 阿贾伊·奈杜（英语：Ajay Naidu） 饰 查克拉博蒂博士
- 特蕾西·维拉尔（英语：Tracy Vilar） 饰 玛利亚
- 梅拉尼·穆雷 饰 贝丝
- 约翰·托尔斯-贝伊 饰 拉塞尔
- 金伯利·斯科特（英语：Kimberly Scott） 饰 乔伊斯·特雷克斯勒
- 康查塔·费雷尔 饰 贝蒂·麦卡利斯特
- 文森特·拉雷斯卡（英语：Vincent Laresca） 饰 纳瓦罗
- 布莱恩·豪（英语：Brian Howe (actor)） 饰 史蒂文·贝克博士
- 玛丽·马拉（英语：Mary Mara） 饰 艾比
- 威廉·拉金（英语：William Lucking） 饰 警长
- 亚伦·保尔 饰 迈克尔·鲍威尔
- 诺曼·奥尔登（英语：Norman Alden） 饰 喋喋不休的男人
- 萝拉·帕沙林斯基（英语：Lola Pashalinski） 饰 俄罗斯女人